# Arctostaphylos glauca
Arctostaphylos glauca es una especie de manzanita perteneciente a la familia Ericaceae. 

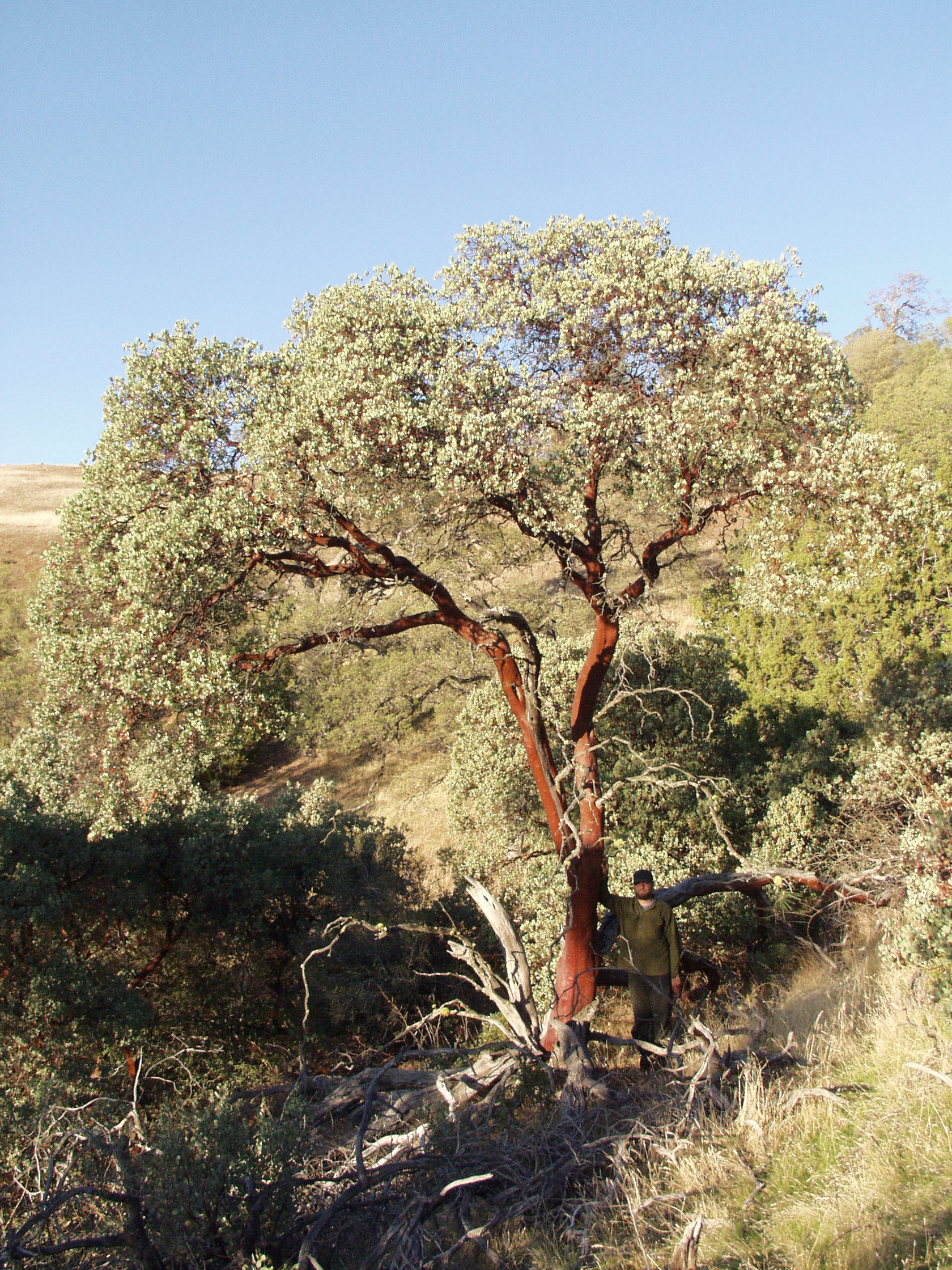
Vista de la planta

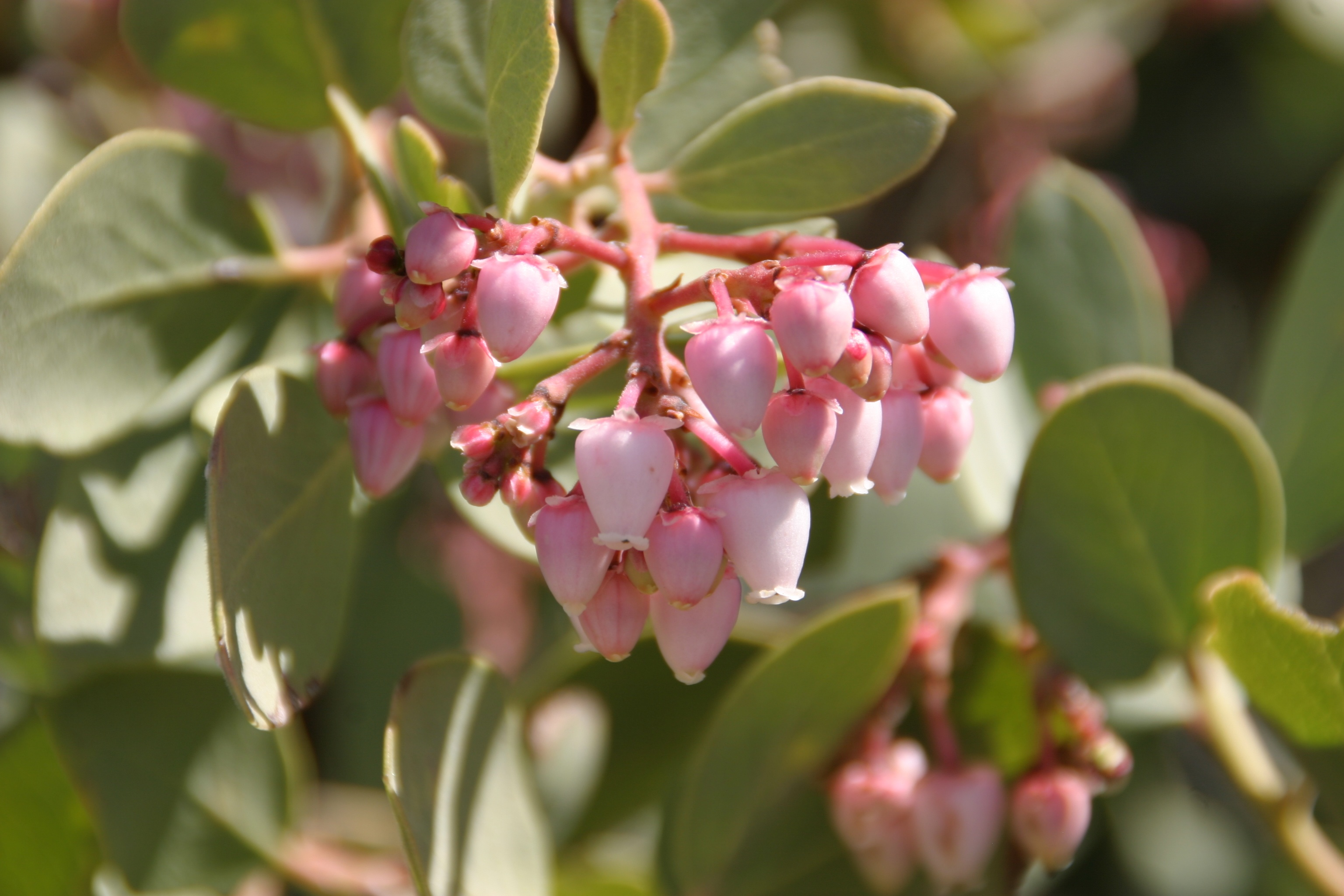
Flores

## Distribución
Es originaria de California y Baja California, donde crece en el chaparral y bosques de las colinas costeras e interiores.

## Descripción
Arctostaphylos glauca es un gran arbusto que varía en tamaño desde uno a más de seis metros de altura. Las plantas que crecen en regiones desérticas tienden a ser más cortas que los de la costa. Las hojas son de color verde grisáceo, algo cerosa, de forma ovalada a casi redondas y lisas o dentadas a lo largo de los bordes. Miden hasta cinco centímetros de largo y cuatro de ancho y crecen en cortos pecíolos de aproximadamente un centímetro de largo.
De la inflorescencia cuelgan racimos de flores blancas en forma de urnas estrechas. El fruto comestible es una drupa redonda o en forma de huevo de 12 a 15 milímetros de ancho. Es de color rojo pálido y tiene una pulpa gruesa cubierta en una resistente capa pegajosa. La fruta contiene entre tres y seis núculas fusionadas en una sola masa. El arbusto se reproduce por semillas y por capas. Las semillas requieren exposición al fuego antes de que puedan germinar.
Es una especie de larga vida, llegando a los 100 años de edad o más, a pesar de que no comienza a dar fruta hasta que tiene alrededor de 20 años de edad. El arbusto es alelopático, inhibiendo el crecimiento de otras plantas en su sotobosque cuando la lluvia filtra la tóxica arbutina y ácido fenólico de su follaje.

## Taxonomía
Arctostaphylos glauca fue descrito por John Lindley y publicado en Edwards's Botanical Register 21: sub pl. 1791. 1835.
Etimología
Arctostaphylos: nombre genérico que deriva de las palabras griegas arktos =  "oso", y staphule = "racimo de uvas", en referencia al nombre común de las especies conocidas  y tal vez también en alusión a los osos que se alimentan de los frutos de uva.
glauca: epíteto latíno que significa "glauca"
Sinonimia
- Daphnidostaphylis glauca (Lindl.) Klotzsch
- Uva-ursi glauca (Lindl.) Abrams
- Xerobotrys glaucus (Lindl.) Nutt.[4]